# Versionen und Varianten des Sega Mega Drives
Im Produktlebenszyklus des Sega Mega Drives gab es eine Vielzahl von unterschiedlichen Versionen und Varianten. Angefangen bei Entfernung des EXT-Portes an der Rückseite über das als Mega Drive 2 bekannte neue Design bis hin zu eigenständigen Fremdentwicklungen wie dem Mega PC von Amstrad gibt es eine relativ große Produktpalette. Darüber hinaus unterschieden sich auch ansonsten gleiche Geräte in den unterschiedlichen Märkten ein wenig.

## Mega Drive

### Japan
- japanische Einstellmöglichkeiten.
- Stereo-Kopfhörerausgang.

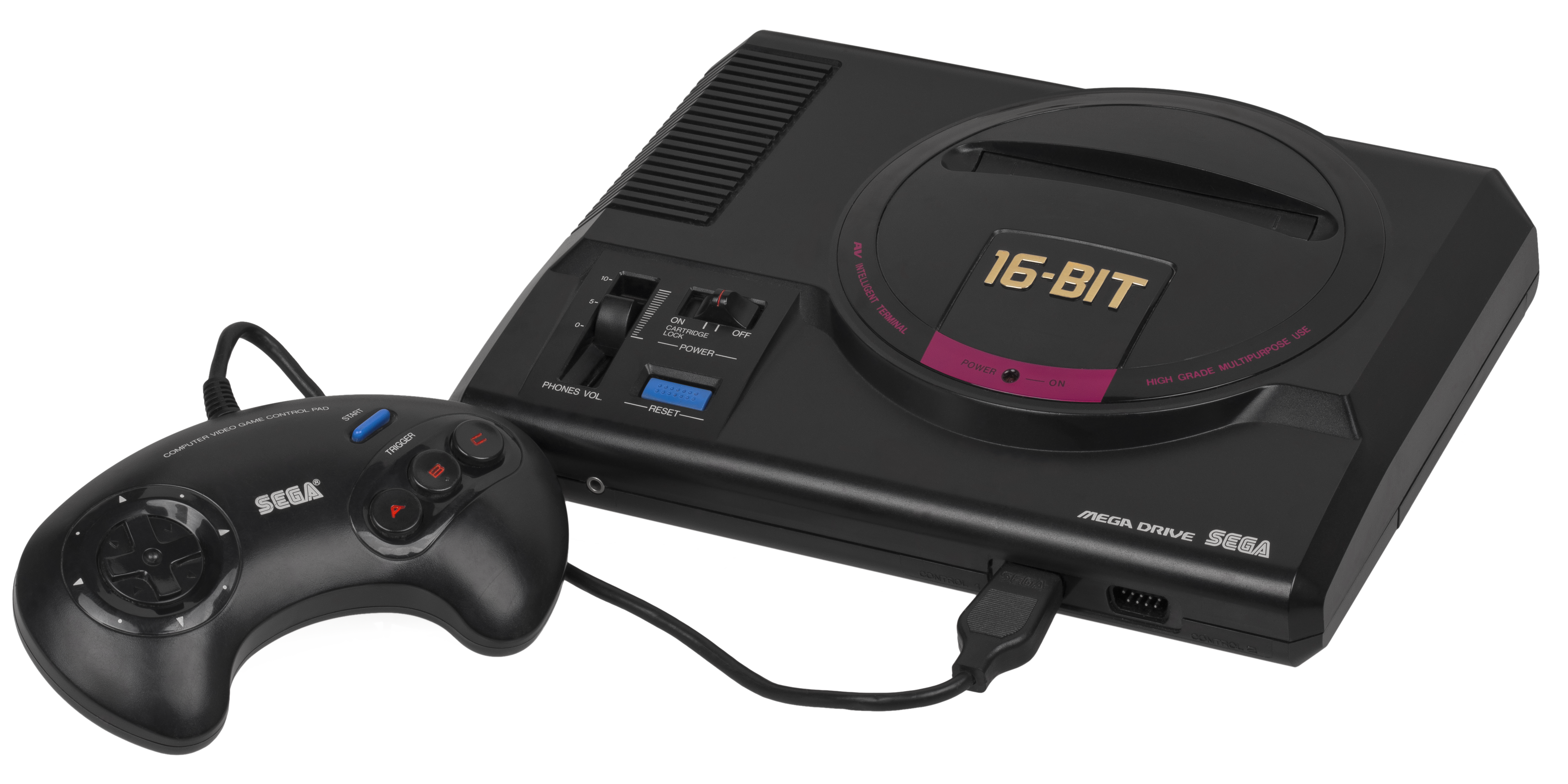
Mega Drive, ursprüngliches japanisches Modell

- DIN AUX Port mit NTSC-Signal (60 Hz) und Mono Sound.
- 9-poliger EXT-Anschluss an frühen Modellen.
- Cartridge-Sicherheitsblockierung – die andersförmigen Spielmodule haben dafür extra einen Schlitz auf der linken Seite (Module von Electronic-Arts sind generell schmaler und passen deswegen weltweit).
- Auf dem Gehäuse ist der Text „High Grade Multi Purpose Intelligent Terminal“ eingraviert.
- „Sega Mega Drive“ ist in weiß rechts unten auf die Konsole gedruckt.
- Die Tasten Reset auf der Konsole und Start auf dem Joypad sind blau.
- Unterstützung des Sega Mega-CD und Super 32X.
- Kompatibel zum Mega Adaptor für jap. Master-System Spiele (andere Modulform).

### Europa, Australien und Neuseeland

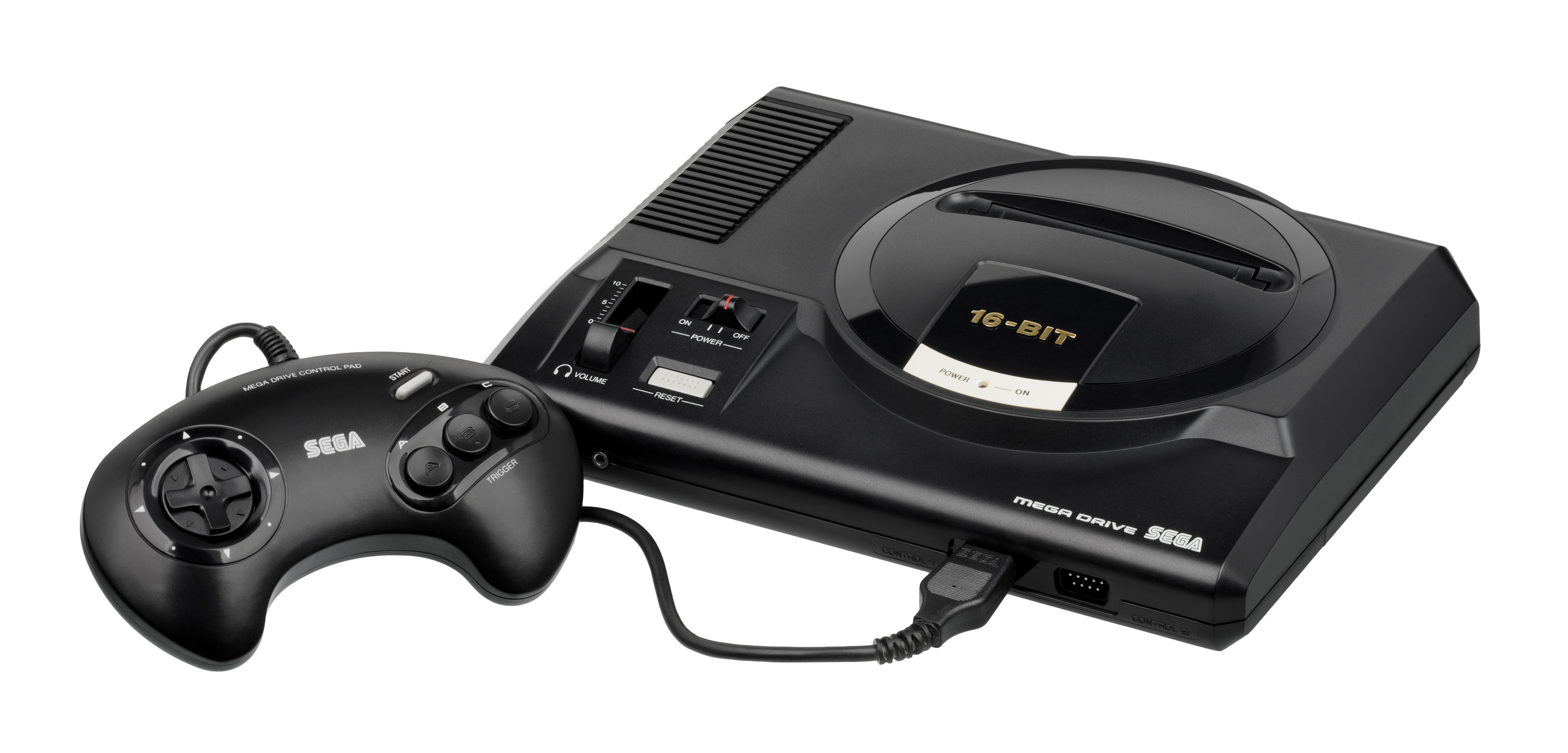
Mega Drive, PAL-Modell

- DIN AUX Port mit PAL-Signal (50 Hz) und Mono Sound.
- Stereo-Kopfhörerausgang.
- Englischsprachige Einstellungen.
- 9-poliger EXT-Anschluss an frühen Modellen.
- Hardware-inkompatibel mit japanischen Mega Drive-Spielen aufgrund der Form von Steckmodul und Modulschacht an der Konsole (passende Adapter sind erhältlich).
- Steckmodul-Blockierung entfernt.
- Der Text „High Definition Graphics·Stereo Sound“ hinter dem Steckmodul-Slot.
- Die Tasten Reset auf der Konsole und Start auf dem Joypad sind weiß.
- Unterstützung des Sega Mega-CD und Mega Drive 32X.
- Kompatibel zum ursprünglichen Master System Converter.

### Nordamerika

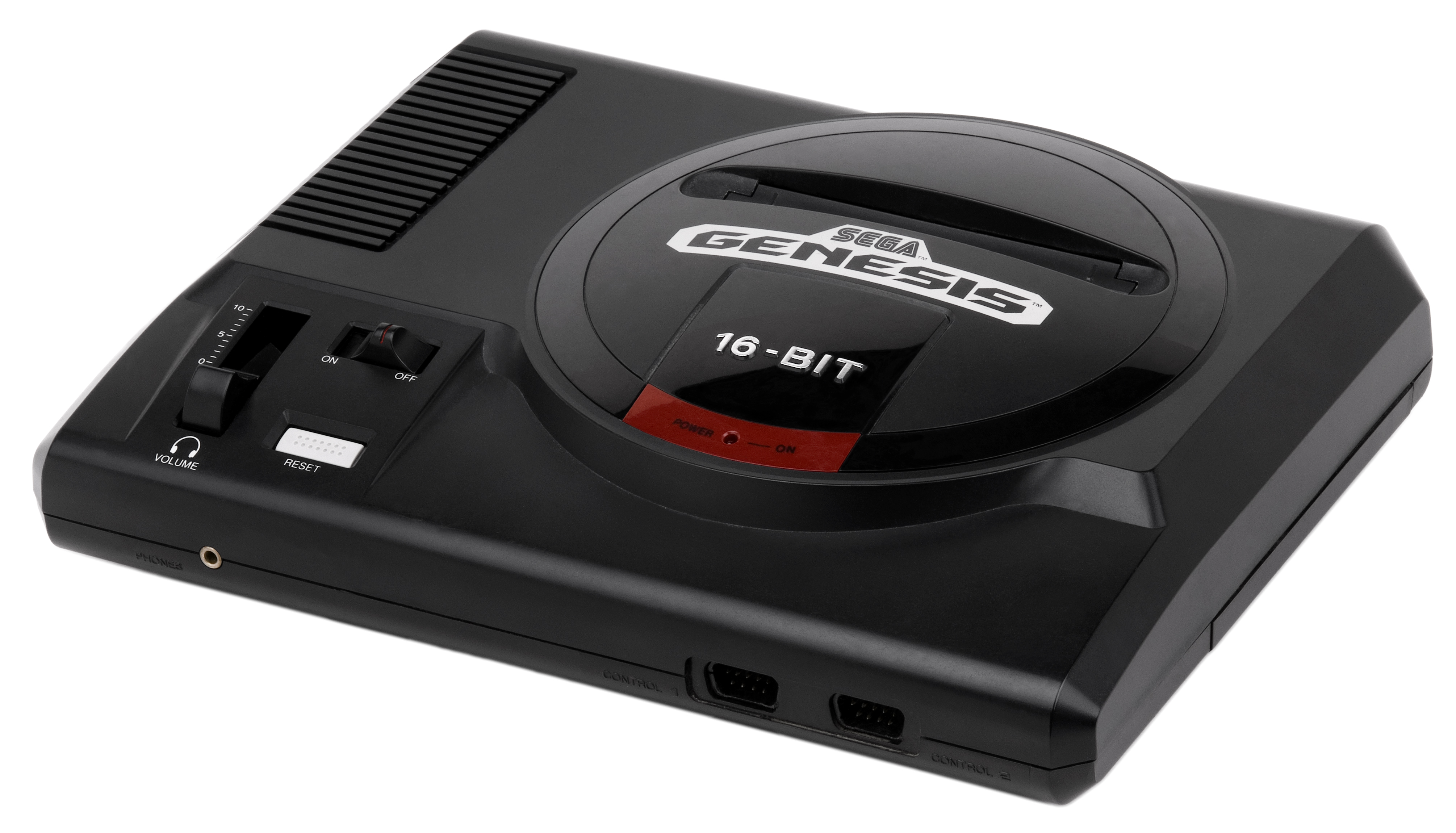
Sega Genesis, der nordamerikanische Mega Drive

- Auf dem Gerät steht unterhalb des Modulschachts „Sega Genesis“ in weißen Schriftzeichen.
- Stereo-Kopfhörerausgang.
- DIN AUX Port mit NTSC-Signal (60 Hz) und Mono Sound.
- 9-poliger EXT-Anschluss an frühen Modellen.
- Englischsprachige Einstellungen.
- Hardware-inkompatibel mit japanischen Mega Drive-Spielen aufgrund der Form von Steckmodul und Modulschacht an der Konsole (passende Adapter sind erhältlich).
- Steckmodul-Blockierung entfernt.
- Die Tasten Reset auf der Konsole und Start auf dem Joypad sind grau.
- Unterstützung des Sega CD und Sega 32X.
- Kompatibel zum Power-Base-Converter für Master-System Spiele.

### Asien

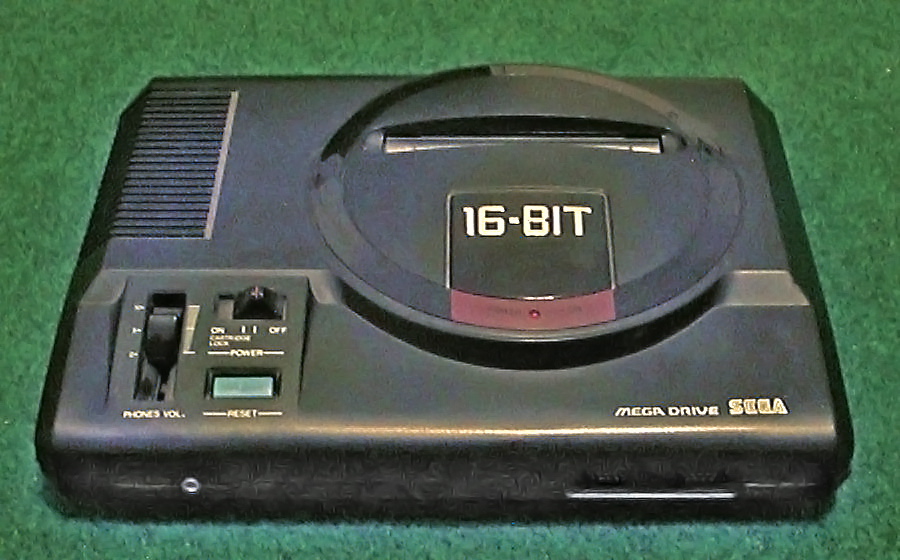
Asiatischer PAL-Mega-Drive, dem japanischen Modell sehr ähnlich

- Sega Mega Drive 1 in Asien (Variante des europäischen Mega Drives und oft fälschlich für einen japanischen Mega Drive gehalten).
- DIN AUX Port mit Mono Sound.
- Stereo-Kopfhörerausgang.
- Größeres 16-Bit-Logo.
- Die Tasten Reset auf der Konsole und Start auf dem Joypad sind blau.
- Cartridge-Sicherheitsblockierung – die andersförmigen Spielmodule haben dafür extra einen Schlitz auf der linken Seite (Module von Electronic-Arts sind generell schmaler und passen deswegen weltweit).
- Unterstützung des Sega Mega-CD und Mega Drive 32X.
- Kompatibel zum ursprünglichen Master System Converter.

### Brasilien
- DIN AUX Port mit PAL-M-Signal (60 Hz) und Mono Sound.
- Stereo-Kopfhörerausgang.
- Englischsprachige Einstellungen.
- Hardware-inkompatibel mit japanischen Mega Drive-Spielen aufgrund der Form von Cartridge und Cartridgeschacht an der Konsole.
- Cartridge-Blockierung entfernt.
- Der Text „High Definition Graphics·Stereo Sound“ hinter dem Cartridge-Slot.
- Die Tasten Reset und Start auf dem Joypad sind weiß.
- Unterstützung des Sega CD und Mega 32X.
- von Segas Lizenznehmer Tec Toy hergestellt und vertrieben.
- Kompatibel zum Adaptador Para os Jogos Master System.

## Mega Drive 2

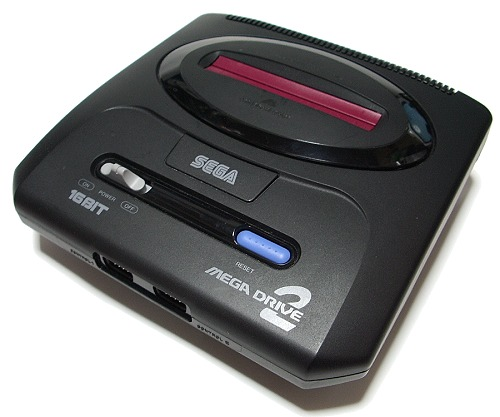
Japanisches Mega-Drive 2

### Japan
- Neue Form
- Kein Kopfhörerausgang
- Mini-DIN Multi Output mit NTSC-Signal (60 Hz) und Stereo Sound.
- Der Text High Grade Multi Purpose Intelligent Terminal hinter dem Cartridge-Slot.
- Inklusive standardmäßigem 6-Button-Pad.
- Im Gegensatz zu den europäischen und nordamerikanischen Varianten ist der Stromschalter weiterhin ein Schiebeschalter, die Power-LED konnte dadurch entfallen.
- Unterstützung des Sega Mega-CD und Sega 32X.
- Inkompatibel zum Mega Adaptor für jap. Master-System Spiele.

### Europa
- Im Gegensatz zum japanischen Mega Drive 2 wird die 2 in römischen Ziffern angegeben.
- Neue Form
- Kein Kopfhörerausgang
- anderer AC Adapter
- Mini-DIN Multi Output Mit PAL signal in 50 Hz und Stereo Sound sowie RF-Adapter.
- Unterstützung des Sega Mega-CD und Sega 32X.
- Hardware-inkompatibel mit japanischen Mega Drive-Spielen aufgrund der Form von Steckmodul und Modulschacht an der Konsole (passende Adapter sind erhältlich).
- ursprünglicher Power-Base Konverter passt aufgrund seiner Form nicht auf die Konsole. Zum Abspielen von Master-System Spielen wird der Power-Base-II Konverter benötigt.

### Nordamerika
- Offizieller Name ist weiterhin „Genesis“, nicht „Genesis 2“.
- Neue Form.
- Kein Kopfhörerausgang.
- anderer AC Adapter.
- Mini-DIN Multi Output mit NTSC-Signal (60 Hz) und Stereo Sound.
- „Genesis“ steht in quadratischer Form über dem Modulschacht.
- Unterstützung des Sega CD und Sega 32X.
- Hardware-inkompatibel mit japanischen Mega Drive-Spielen aufgrund der Form von Steckmodul und Modulschacht an der Konsole (passende Adapter sind erhältlich).
- ursprünglicher Power-Base Konverter passt aufgrund seiner Form nicht auf die Konsole. Zum Abspielen von Master-System Spielen wird der Power-Base-II Konverter benötigt.

## Fremdhersteller

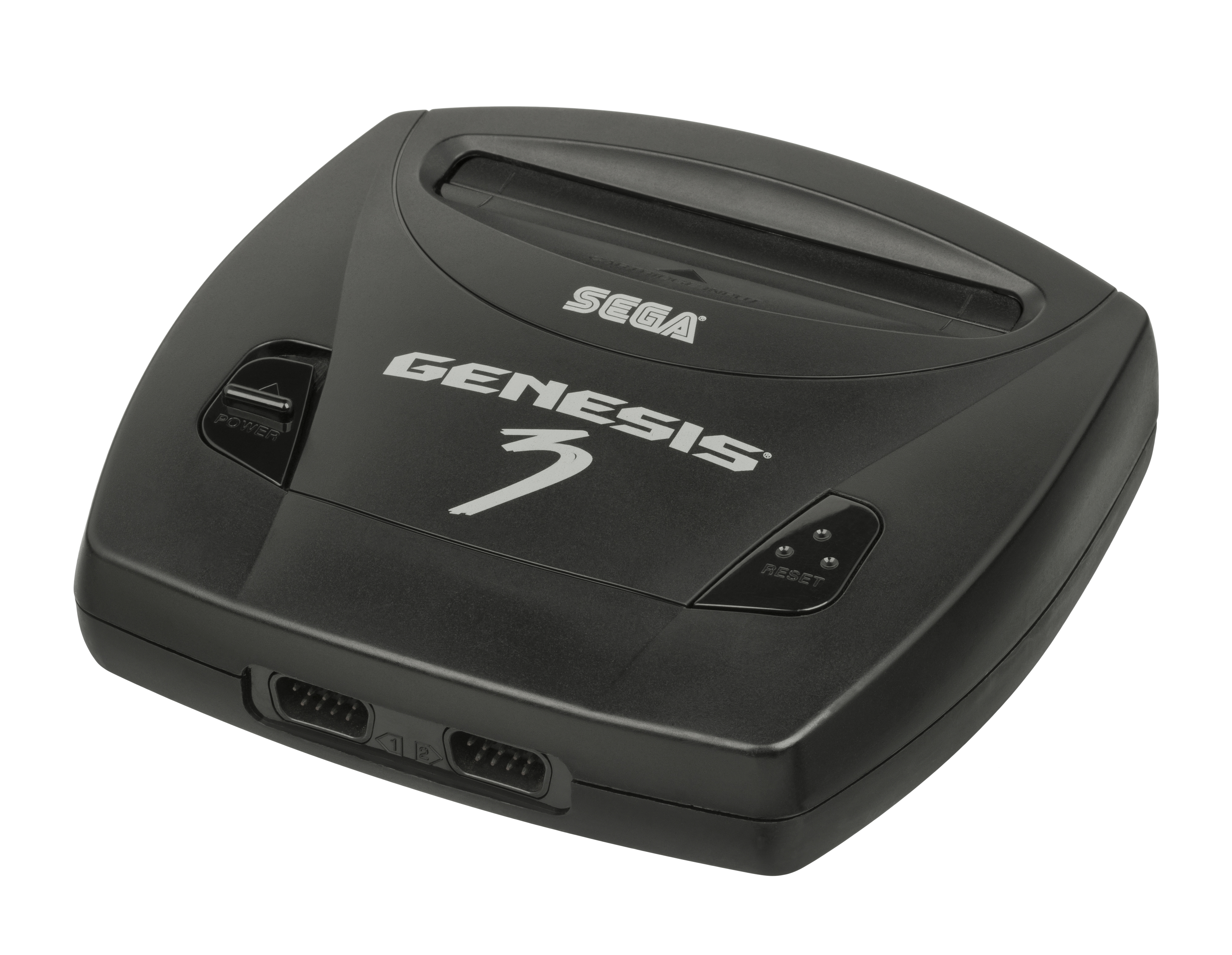
Majescos Genesis 3

### Sega Genesis 3
- Von Majesco Sales in Mexiko in Lizenz gefertigt und in Nordamerika vertrieben.
- nochmals verkleinerte Form (kaum größer als eine Modulhülle).
- anderer AC Adapter als beim allerersten Sega-Genesis.
- Mini-DIN Multi Output mit NTSC-Signal (60 Hz) und Mono Sound.
- inkompatibel zum 32X und zum Sega CD sowie zu beiden Master-System Adaptern.
- kompatibel mit japanischen Mega Drive-Spielen aufgrund der Form des vergrößerten Modulschachts an der Konsole.
- nicht kompatibel mit Spielen, die den Sega-Virtua-Processor-Chip verwenden, wie z. B. Virtua Racing.

### Wondermega / X'eye
- Mega Drive kombiniert mit einem Mega-CD hergestellt von SEGA Japan, die erste Version wurde als Wondermega nur in Japan angeboten und später der wondermega RG-M1 hergestellt von Victor, die zweite Version wurde als Wondermega RG-M2 hergestellt von Victor in Japan verkauft und als X'eye hergestellt von JVC und in Nordamerika verkauft.
- Verbesserter Klang.
- MIDI-Unterstützung beim Wondermega RG-M1.
- 2-Mikrofon-Eingänge.
- S-Video Connector (außer X'Eye) mit 60 HZ Ntsc Signal.
- Chinch-Audio Stereo Ausgänge.
- Inkompatibel zum Sega 32X wegen fehlendem RGB-Signal.
- Erschien inklusive einer CD namens Game Garden mit den Spielen Flicky (Quiz) und Pyramid (Puzzlespiel). Die CD ist kompatibel mit CD+G (CD and Graphics)-unterstützenden CD-Playern.
- Der späteren japanischen Version RG-M2 lag ein Plattformspiel von Core namens Wonderdog bei.
- Unterstützung der 'Wonder CD'-Peripherie zum Erstellen von Musik und dem Verbinden mit MIDI-Geräten beim Wondermega RG-M1.
- Unterstützung des Keyboards 'Piano Player' zum Erstellen von Musik und dem Erlernen des Keyboardspielens.
- Später in neuem Design mit softerem Look als RG-M2 erschienen. Einige Zusatzmerkmale wie der selbstöffnende CD-Deckel wurden entfernt, dafür wurde ein Infrarot-6-Button-Pad mit integriertem Joypad-Port für ein zweites Pad mitgeliefert – die beiden regulären Joypad-Anschlüsse befinden sich an der Geräterückseite.
- Beim X'Eye sind die beiden Joypad-Anschlüsse wieder vorne in der Mitte angebracht worden, da es bei diesem Gerät keinen kabellosen Controller mehr gibt, auch der S-Video Anschluss fehlt.

### Megatech
- Arcade-Gerät mit 10 austauschbaren Mega Drive-Spielen.
- 1989 erschienen mit einigen der besten Titel seiner Zeit wie Thunder Force II, Altered Beast, Tetris, Last Battle, Space Harrier 2 und Golden Axe.
- Spiele jederzeit austauschbar, und weitere Titel wie Sonic the Hedgehog waren bald erhältlich. Die Spiele waren identisch mit ihren Vorbildern.
- Obwohl die Module des Megatech äußerlich denen des japanischen Mega Drives gleichen, sind sie nicht zueinander kompatibel.
- Ein zweiter, kleinerer 9-inch-Monitor befindet sich oben. Er zeigte Anweisungen zu jedem Spiel an. Der Spieler bezahlt für eine bestimmte Zeitspanne. Bei ablaufender Zeit blinkte der Bildschirm grün, um den Spieler zum Einwerfen weiterer Münzen aufzufordern, um weiterzuspielen.

### Laseractive

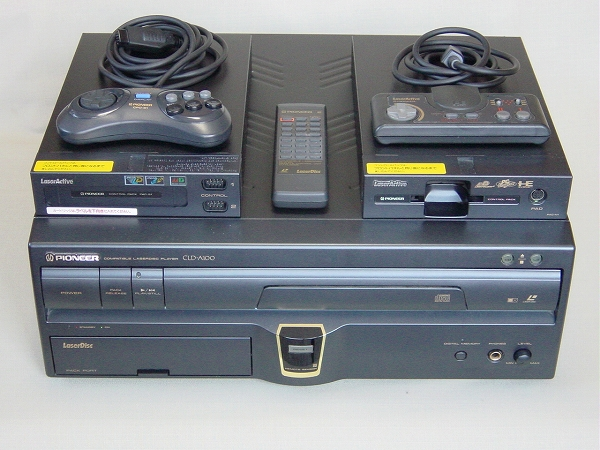
Pioneer LaserActive CLD-A100 mit ausgebauten Mega-Drive (links) und PC-Engine (rechts) Modulen

- Laserdisc-Player von Pioneer mit speziellem Modulschacht an der Gehäusefront links unten. Zwei unterschiedliche Module (PAC-S1 / PAC-S10) erlauben jeweils das Spielen von jap. Mega-Drive und Mega-CD Spielen bzw. nordamerikanischen Genesis und Sega-CD Spielen.
- Das Mega-LD-Format hatte nur eine Handvoll Spiele.
- 3D-Brille für kompatible Spiele erhältlich (GOL-1)
- Andere Module unterstützten PC Engine-Spiele (PAC-N1 / PAC-N10) und Karaoke (PAC-K1 / PAC-K10). Auch ein Modul (PAC-PC1) mit RS-232 Interface wurde zum Verwenden mit Personal Computern angeboten.
- Einzige Mega-Drive Variante mit digitalem Tonausgang.
- Der Betrieb von Master-System Konvertern ist theoretisch möglich.
- Inkompatibel zum 32X wegen fehlendem RGB-Signal.
- Nur Chinch Anschlüsse in NTSC 60 Hz für Grafik sowie Stereo-Soundausgabe vorhanden.

### MSX
- Ein Name für zwei Geräte, die nur in arabischen Ländern von einer Firma namens Universal veröffentlicht wurden. Die Geräte spielten Mega Drive-Cartridges ab.
- Das A330 MSX hatte einen Cartridge-Slot oben. Programme namens Painting, Calendar, Arabic Writing, und English Writing waren enthalten.
- Das AX990 hatte 50 Programme.

### ATGames Firecore
- ist mit originalen Genesis-Cardridges kompatibel und enthält bereits integrierte Spiele im internen Speicher

## Handheld-Konsolen

### Mega Jet
- ein displayloser Handheld, der zur Benutzung in Flugzeugen gedacht war
- wurde nur in Japan verkauft
- wird an einen Bildschirm angeschlossen
- 6 Buttons
- Joypadport für zweiten Spieler vorhanden.
- anderer AC Adapter Anschluss.
  - Mini-DIN Multi Output mit NTSC-Signal (60 Hz) und Stereo Sound.
- Stereo-Kopfhörerausgang.
- weltweit Modulkompatibel aufgrund der Form des vergrößerten Modulschachts an der Konsole.

### Multi-Mega / CDX

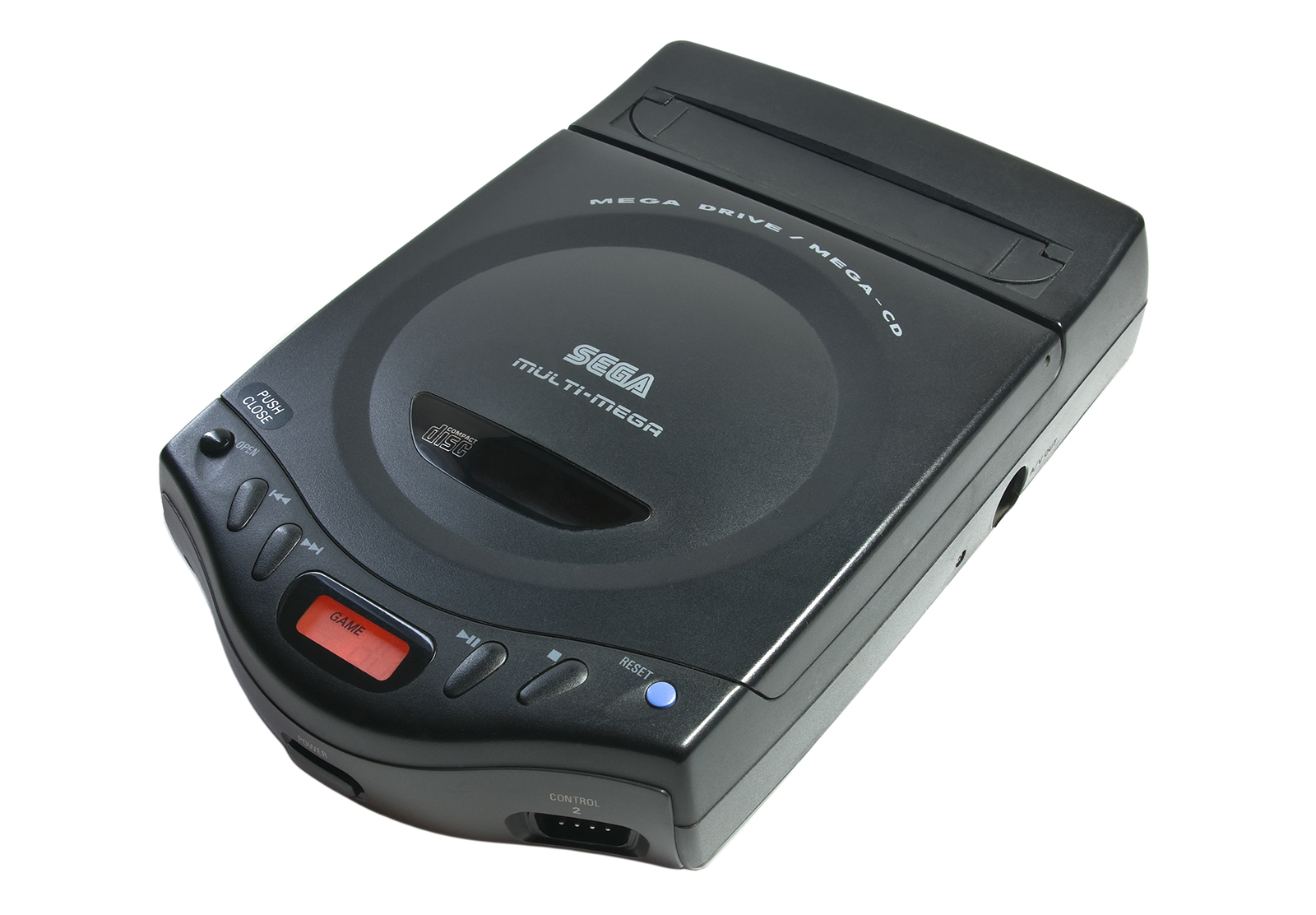
Europäische Version des Multi-Mega

- verkauft als Multi-Mega in Europa und als CDX in Nordamerika
- limitiert auf 5.000 Stück und daher sehr selten
- Mega Drive und Mega-CD mit Fähigkeiten eines tragbaren CD-Players.
- anderer AC Adapter
- Mini-DIN Multi Output mit PAL-Signal (50 Hz) bzw. NTSC-Signal (60 Hz) und Stereo Sound.
- Anschluss von 32X sowie der Master-System Adapter möglich aber nicht offiziell vorgesehen.
- Für £350.00 in England erschienen, Einführungspreis in Deutschland waren 999 DM, etwa 510 Euro.
- Hardware-inkompatibel mit japanischen Mega Drive-Spielen auf Grund der Form von Steckmodul und Modulschacht an der Konsole (passende Adapter sind erhältlich).
- Kein eingebauter Bildschirm.
- Als CD-Player verwendbar. CD-Bedientasten (Play, Stop etc.) oben auf der Konsole. Hinterleuchtetes LC-Display für die Titelanzeige. Ein separater Line-Out-Port für Stereo-Unterstützung enthalten.
- Die 2 AA Batterien können nur den CD-Player betreiben, zum Spielen ist eine Steckdose nötig.

### Sega Nomad

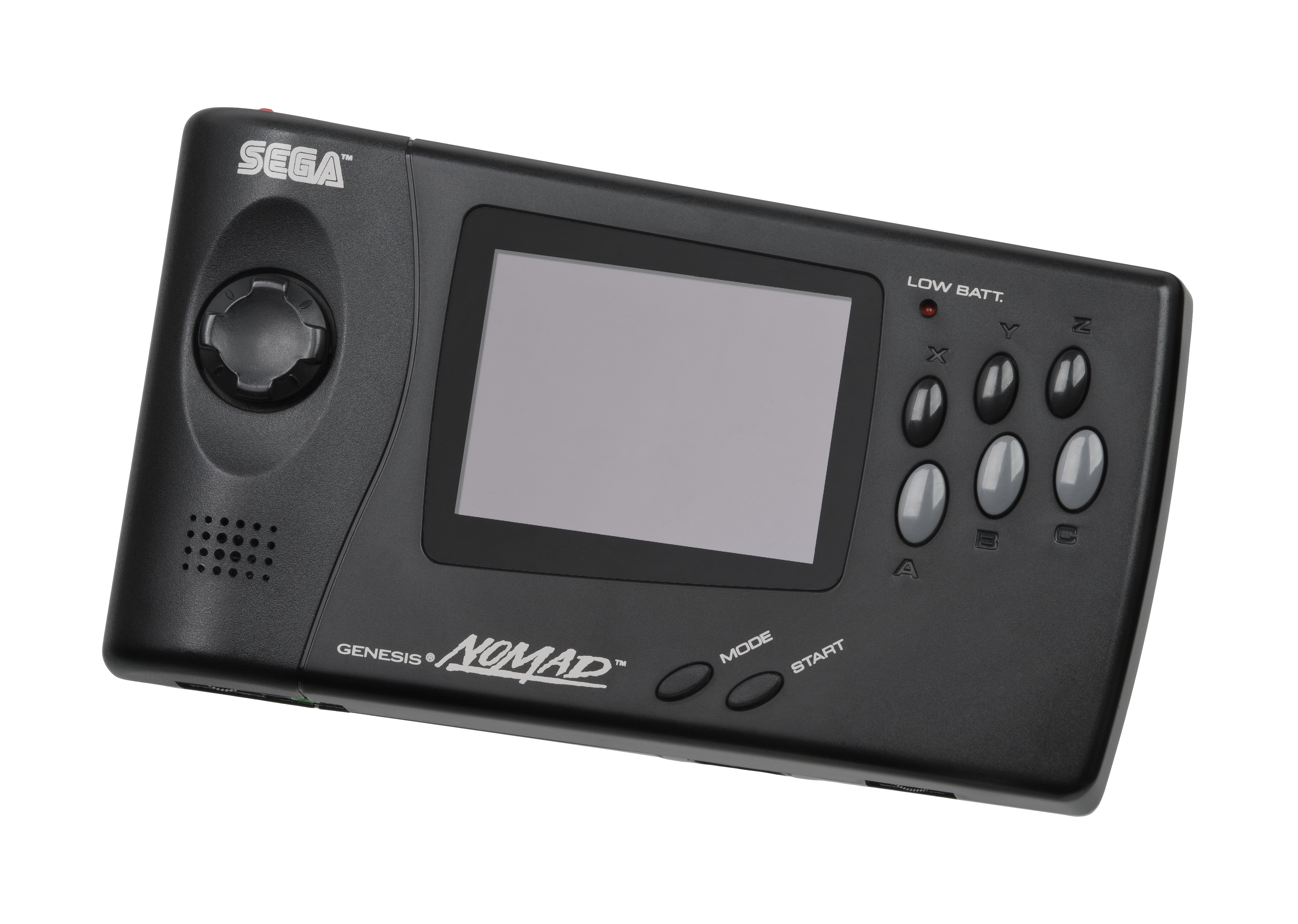
Nomad

- Eine tragbare Variante des Mega Drives, die 1995 in den USA erschien und etwa so groß wie ein Sega Game Gear war.
- 6 Buttons.
- für den Betrieb unterwegs muss entweder ein Battery-Pack für sechs AA-Batterien oder ein aufladbares Akku-Pack hinten angesteckt sein.
- Joypadport für zweiten Spieler vorhanden.
- anderer AC Adapter Anschluss.
- Mini-DIN Multi Output mit NTSC-Signal (60 Hz) und Stereo Sound.
- Stereo-Kopfhörerausgang.
- Hardware-inkompatibel mit japanischen Mega Drive-Spielen auf Grund der Form von Steckmodul und Modulschacht an der Konsole (passende Adapter sind erhältlich).

### MegaDrive Portable
Im Dezember 2007 wurde mit dem MegaDrive Portable eine tragbare Variante veröffentlicht. Diese Version hat 20 Spiele fest integriert, ein Modulschacht fehlt. Es gibt jedoch einen Slot für SD-Karten, mit denen man ROMs von Mega-Drive-Spielen emulieren kann. Dieser Handheld hat ein 2,4" LC-Display, alternativ kann er an ein Fernsehgerät angeschlossen werden (AV-Kabel befindet sich im Lieferumfang).
Vermarktet wird das Gerät von Segas brasilianischem Lizenznehmer Tectoy. In Deutschland wird das Gerät von Millennium vertrieben.

## Computer

### TeraDrive

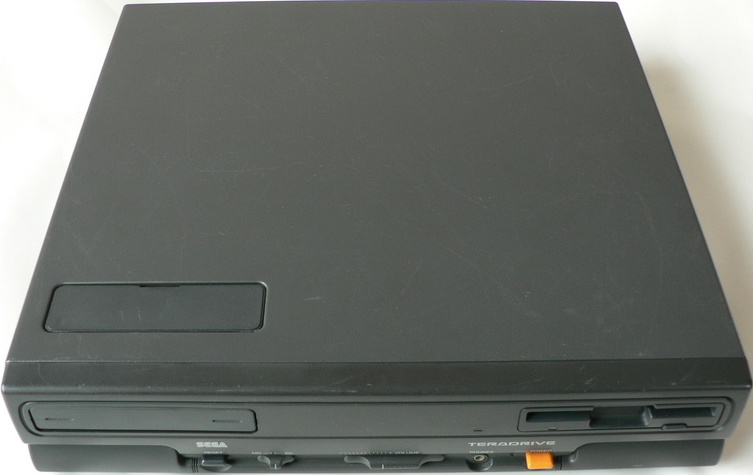
Sega TeraDrive

- Ein Personal Computer von IBM zum Spielen von Mega Drive-Spielen und für Computeranwendungen.
- Das TeraDrive erschien in Japan mit Entwicklungstools. Der Preis von umgerechnet 3000 USD machte das System für den japanischen Markt eher unattraktiv. Es erschienen insgesamt drei Modelle, in denen sich nur der PC-Teil unterschied. Der Prozessor war ein 80286 mit 10 MHz, die RAM-Ausstattung war zwischen 640 KB und 2,5 MB groß und es gab bis zu zwei 3,5″-Floppylaufwerke und im 3. Modell eine 30 MB Festplatte.

### Mega PC

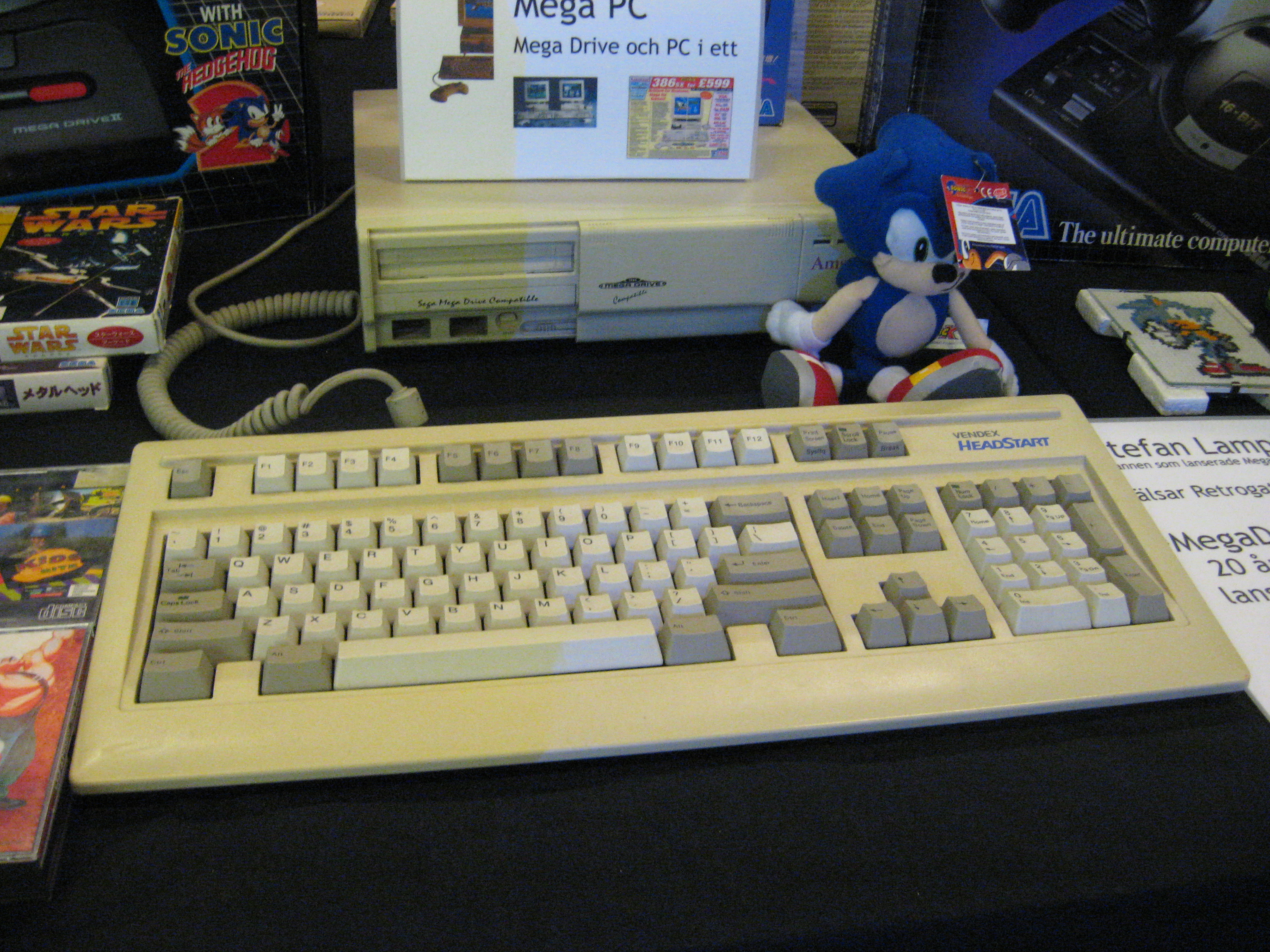
Amstrad Mega-PC

- Der Mega PC erschien von Amstrad in Europa, es war ein 386er von AMD mit 25 MHz und hatte 1 MB RAM und eine 40 MB IBM-kompatible Festplatte.
- Es erschien 1993 in England und die Farbe wurde von dunkelgrau in cremefarben geändert.
- Mittels einer horizontal verschiebbaren Frontabdeckung wird zwischen den beiden Betriebsarten umgeschaltet.
- Hardware-inkompatibel mit japanischen Mega Drive-Spielen auf Grund der Form von Steckmodul und Modulschacht an der Konsole (passende Adapter sind erhältlich).
- Das TeraDrive/Mega PC kann auch mit dem Mega-CD verwendet werden, allerdings braucht der Mega PC dafür ein spezielles Verbindungskabel und ein separates Modul mit dem Boot Bios für das Mega-CD, beim TeraDrive ist der Mega-CD hingegen in 2 von 3 erhältlichen Varianten schon eingebaut.
- Das Mega Plus war eine erweiterte Version mit Mega-CD. Es war ein 486er mit 33 MHz und 4 MB RAM.
- Proprietäre VGA-Buchse sowie Stereo-Kopfhörerausgang.